# Urmollusker
Urmollusker (Monoplacophora) är en klass av skalbärande blötdjur. Fram till och med år 1952 var dessa djur kända enbart från fossil, härstammande från tidig kambrium till mitten av devon, det vill säga för cirka 550 till 380 miljoner år sedan. I april 1952 fångades dock ett levande exemplar i djupen utanför Costa Ricas stillahavskust. 1957 blev arten vetenskapligt beskriven och döpt till Neopilinia galatheae, vilket betyder "nya Pilinia". Pilinia var en sedan tidigare känd, utdöd urmollusk som levde under tidsepoken silur. Idag finns det 31 kända arter av urmollusker, upptäckta i världens hav på allt från 200 till 6000 meters djup.

## Kännetecken
Urmollusker har ett enda, ganska svagt välvt och rundad yttre skal, som ofta är ganska tunt och skört. Det varierar i storlek mellan arterna, från 3 till 30 millimeter. Förflyttning sker med hjälp av en rundad fot. Andningen tas om hand av fem eller sex par gälar på var sida om kroppen. Huvudet är tillbakabildat och saknar ögon och tentakler.

## Levnadssätt
Mycket lite är känt om hur urmolluskerna lever. Det antas att de äter mikroskopiska organismer som de hittar i bottensedimentet.